# 大达河

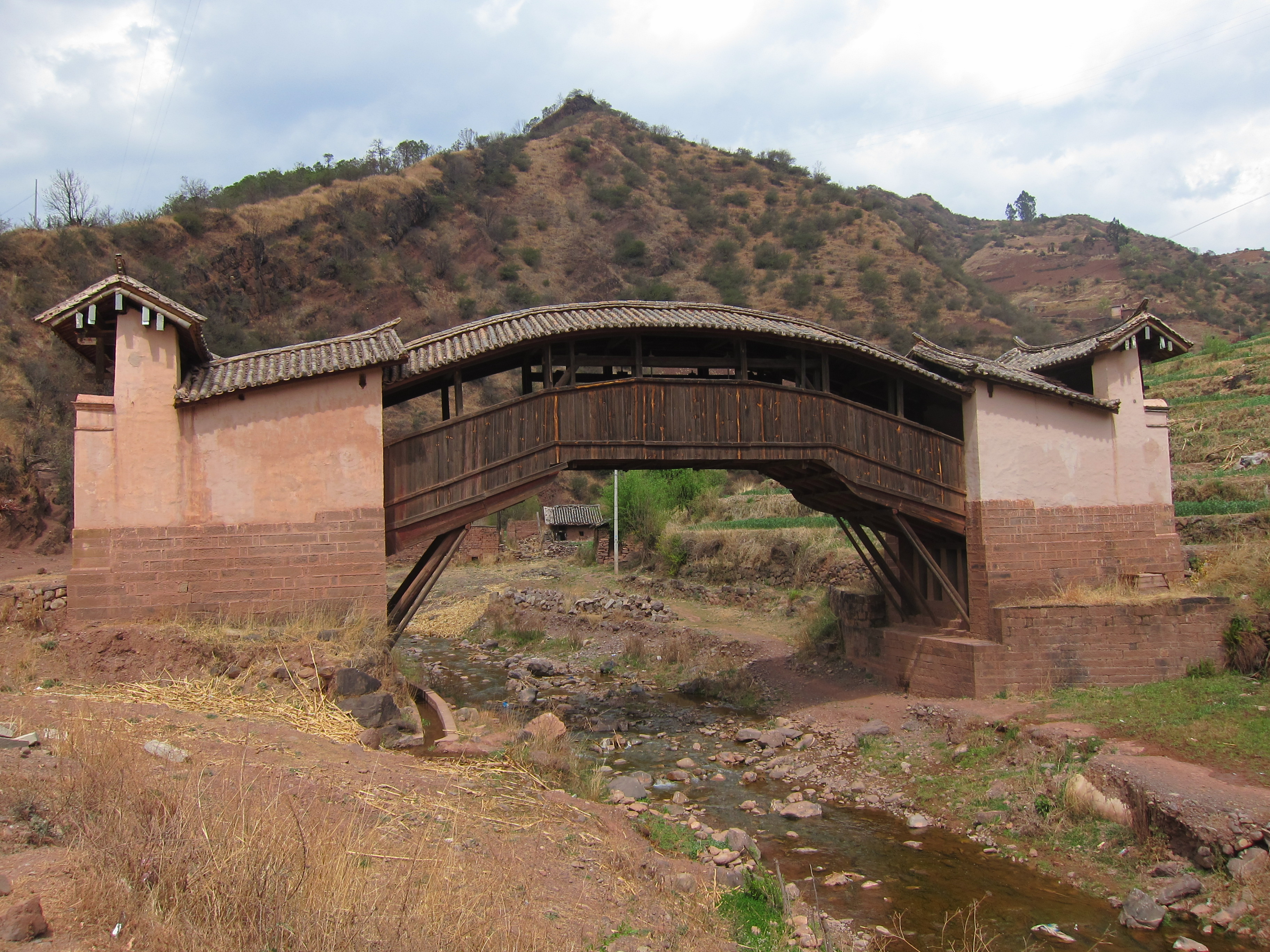
位于河口附近的永镇桥。

大达河位于中华人民共和国云南省大理白族自治州云龙县长新乡境内的一条小河，是沘江左岸支流。发源于酸坡树以东，蜿蜒向西南流经新松坡、多衣树、包罗水库、新塘村、漆树木、二达、大达村、青毛登、上登头等地后汇入沘江。河长18公里。